# Natalie Appleton
Natalie Appleton (Mississauga (Canada), 14 mei 1973) is een zangeres in de band Appleton en lid van All Saints.
Natalie is sinds juni 2002 getrouwd met Liam Howlett. Ze heeft een dochter uit een vorig huwelijk genaamd Rachel Appleton (19 mei 1992) en samen met Liam een zoon genaamd Ace Howlett (2004).
- Bibliothèque nationale de France: cb141503989 (data)
- Gemeinsame Normdatei: 124564844
- International Standard Name Identifier: 0000 0003 6734 0678
- Library of Congress Control Number: no2018056951
- MusicBrainz: e4988d47-51f0-4084-b380-f5df27ddecd3
- Nationale Bibliotheek van Tsjechië: xx0146578
- Nederlandse Thesaurus van Auteursnamen: 256552401
- Virtual International Authority File: 232184626